# Nettuno Baseball
Nettuno Baseball je italský profesionální baseballový klub, který hraje nejvyšší italskou ligovou soutěž – Italian Baseball League. Působí ve městě Nettuno.

## Úspěchy
Patří dlouhodobě k evropské baseballové špičce. Celkem šestkrát zvítězil v Poháru mistrů evropských zemí (poslední dvě vítězství dosáhl v rámci Final Four). Se sedmnácti tituly italského mistra je nejúspěšnějším klubem v zemi.
- vítěz Poháru mistrů evropských zemí – 1965, 1972, 1991, 1997, 2008, 2009
- poražený finalista PMEZ – 1964, 1999
- vítěz poháru CEB – 1993, 1995, 2000
- Superpohár CEB – 1996, 1998
- mistr italské ligy – 1951, 1952, 1953, 1954, 1956, 1957, 1958, 1963, 1964, 1965, 1971, 1973, 1990, 1993, 1996, 1998, 2001
- vítěz italského poháru – 1970, 1995, 1998, 2011